# 庫蘇曼尼卡拉英雄公墓
庫蘇曼尼卡拉英雄公墓是印度尼西亞的一間位於日惹的公墓，專門埋葬為國家統一做出貢獻的軍人、官員和印度尼西亞民族英雄。

## 概述
公墓設置於1945年10月7日，直屬於國防部管轄，位於日惹烏姆布倫哈裘（Umbulharjo）塞馬基（Semaki）的庫蘇曼尼卡拉街，面積為2.87公頃（0.0287平方；0.0111平方英里），由牆和鐵籬笆圍著，日常維護由第4軍區「蒂博尼哥羅王子」負責。除了墳墓外中央還有一座紀念碑、會議廳和旗竿。公墓中央，面對庫蘇曼尼卡拉街方向設有蘇迪曼將軍的雕像。
截至2011年7月，本公墓設有1,914座墳墓，而至11月，共有1,065名陸軍、156名空軍、56名海軍、79名國家警察、404名平民出身者與131名無名士兵的墳墓，其中有五位是印度尼西亞民族英雄。

## 著名受葬者
- 哥爾奈·西曼君覃（英语：Cornel Simanjuntak），作曲家[3]
- 凱坦索·達莫克優素莫（英语：Katamso Darmokusumo），死於「九三〇事件」的一名准將[1]
- 烏里普·蘇莫哈喬（英语：Oerip Soemohardjo），曾任暫代印尼國民軍總司令[1]
- 沙狄托（英语：Sardjito），加查马达大学第一任校長[4]
- 蘇迪曼，大將，曾在獨立戰爭中任印尼國民軍總司令[1]
- 蘇吉由諾·馬古維尤托（英语：Sugiyono Mangunwiyoto），上校，死於「九三〇事件」[1]
- 蘇蓬諾（英语：Supeno），前印尼部長[1]

## 註腳
1. 1 2 3 4 5 6 7 8  Prabowo 2011, Taman Makam Yogyakarta.
2. ↑  Social Ministry 2011, Taman Makam Pahlawan.
3. ↑  Jakarta City Government, Cornel Simanjuntak.
4. ↑  UGM 2011, UGM Dharma Wanita.